# Papyrus (historieta)
Papyrus es una serie de historietas franco-belga escrita y dibujada por Lucien de Gieter y ambientada en el Antiguo Egipto. Comenzó su publicación en 1974 en la revista Spirou.
En 1998 se hizo una serie de animación de dos temporadas (52 episodios) Para la cadena TFOU TV en Francia y en Quebec para Radio-Canada. En el año 2000 un videojuego para la Game Boy fue desarrollado por Dupuis y lanzado por Ubisoft.

## Argumento

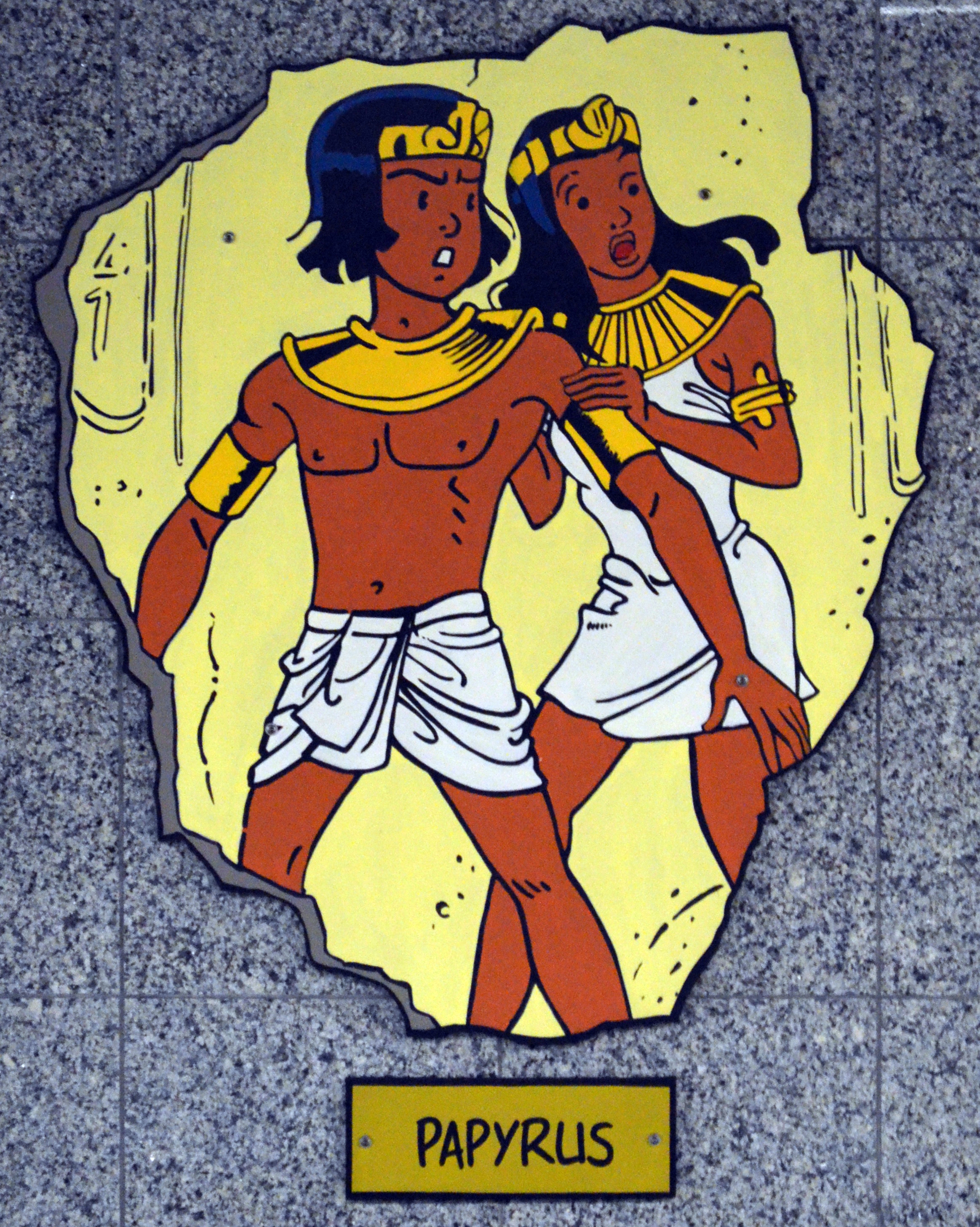
Representación en la estación de metro ligero de Janson, de Charleroi.

Al principio de los tiempos, Horus (el dios halcón) y Seth (el dios del mal) lucharon por el control de Egipto. El concilio de los dioses decidió mandar a Set al exilio y así Horus se convirtió en el primer faraón. Durante dos mil años su dinastía reinó en Egipto, pero Set había planeado su venganza oculto en la pirámide negra de Kom Ombo, consiguiendo atrapar a Horus en un sarcófago mágico. Sin la protección del dios de la luz, Egipto quedó a merced de Set y su sirviente Aker. Fue entonces cuando los demás dioses eligieron a Papyrus, un joven pescador, para que encontrase la entrada secreta a la pirámide maldita, liberase a Horus y devolviese la paz a Egipto.

## Personajes
- Théti-Chéri: Además de la hija del faraón es la gran sacerdotisa de Isis, bailarina sagrada y heredera del trono.

Secundarios:
- Phoetus: una pequeña momia.[2]
- Pouin: un enano oscuro.

## Tomos
Se han publicado 33 números en francés:
1. La momie engloutie (La momia sumergida)[2] (ISBN 2-8001-2721-X, ISBN 2-8001-0598-4 et ISBN 2-8001-2714-7)
2. Le maître des trois portes (El maestro de las tres puertas)
3. Le colosse sans visage (El coloso sin rostro)[3]
4. Le tombeau de pharaon (La tumba del faraón)[4]
5. L'égyptien blanc (El egipcio blanco)
6. Les quatre doigts du dieu Lune (Los cuatro dedos del dios Luna)[5]
7. La vengeance des Ramsès (La venganza de Ramsés)[6] (ISBN 2-8001-2727-9).
8. La métamorphose d'Imhotep (La metamorfosis de Imhotep)[7] (ISBN 2-8001-2728-7).
9. Les larmes du géant (Las lágrimas del gigante) (ISBN 2-8001-2729-5).
10. La pyramide noire (La pirámide negra)[8] (ISBN 2-8001-2730-9).
11. Le pharaon maudit (El faraón maldito) (ISBN 2-8001-2731-7).
12. L'obélisque (El obelisco).[9]
13. Le labyrinthe (El laberinto).[10]
14. L'île cyclope (La isla cíclope)[11] (ISBN 2-8001-2734-1).
15. L'enfant hiéroglyphe (El niño jeroglífico).[12]
16. Le seigneur des crocodiles (El señor de los cocodrilos)[13] (ISBN 2-8001-2736-8).
17. Toutânkhamon, le pharaon assassiné (Tutankamón, el faraón asesinado)[14] (ISBN 2-8001-2737-6).
18. L'œil de Rê (El ojo de Ra)[15] (ISBN 2-8001-2194-7).
19. Les momies maléfiques (Las momias maléficas) (ISBN 2-8001-2739-2).
20. La colère du grand sphinx (La cólera de la gran esfinge)[16] (ISBN 2-8001-2445-8 et ISBN 2-8001-2740-6).
21. Le talisman de la grande pyramide (El talismán de la Gran Pirámide)[17] (ISBN 2-8001-2591-8).
22. La prisonnière de Sekhmet (La prisionera de Sejmet)[18] (ISBN 2-8001-2765-1).
23. Le cheval de Troie (El caballo de Troya)[19] (ISBN 2-8001-2940-9).
24. La main pourpre (La mano púrpura) (ISBN 2-8001-3095-4).
25. Le pharaon fou (ISBN 2-8001-3229-9).
26. Le Masque d'Horus[20] (ISBN 2-8001-3354-6).
27. La fureur des dieux
28. Les enfants d'Isis.[21]
29. L'île de la reine morte
30. L'oracle
31. L'or de pharaon
32. Le taureau de Montou[22]
33. Papyrus pharaon

La última edición en español, a cargo de la editorial Dolmen, consta de los siguientes tomos:
1. Integral nº 1, 2020 (La momia sumergida, El maestro de las tres puertas, El coloso sin rostro)
2. Integral nº 2, 2021 (La tumba del faraón, El egipcio blanco y Los cuatro dedos del dios Luna)
3. Integral nº 3, 2021 (La venganza de Ramsés, La metamorfosis de Imhotep y Las lágrimas del gigante)
4. Integral nº 4, 2022 (La pirámide negra, El faraón maldito y El obelisco)
5. Integral nº 5, 2022 (El laberinto, La isla cíclope y El niño jeroglífico)
6. Integral nº 6, 2022 (El señor de los cocodrilos, Tutankamón, el faraón asesinado y El ojo de Ra)
7. Integral nº 7, 2023 (Las momias maléficas, La cólera de la gran esfinge y El talismán de la Gran Pirámide)
8. Integral nº 8, 2024 (La prisionera de Sejmet, El caballo de Troya y La mano púrpura)
9. Integral nº 9, 2025 (El faraón loco, La mascara de Horus y La ira de los dios)